# Soñar no cuesta nada
Soñar no cuesta nada é uma telenovela americana-venezuelana exibida em 2005 pela Venevisión.

## Elenco
- Karyme Lozano - Emilia Olivares
- Cristián de la Fuente - Felipe Reyes Retana
- Laura Zapata - Roberta Pérez de Lizalde
- Maríalejandra Martín - Olivia Rosas de Hernandez
- Olivia Collins - Estela Olivares Alvares
- Ariel López Padilla - Jonás Reyes Retana
- Mirela Mendoza - Monica Hernandez
- Arap Bethke - Bobby
- Joemy Blanco - Lucy
- Geraldine Bazán - Liliana Reyes Retana
- Víctor Cámara - Arturo Hernandez
- Graciela Doring - Carlota Olivares Alvarez
- Andrés García Jr - Luis Betancourt Carmona
- Rodrigo Mejía - Mauricio Lizalde
- Susan Vohn - Michelle Lizalde
- Tatiana Capote - Matilde Lizalde
- Orlando Fundichely - Ricardo Reyes Retana
- Omar Avila - Javier Reyes Retana
- Carmen Daisy Rodriguez - Andrea Lizalde
- Jessica Cerezo - Jazmin
- Ivelin Giro - Renata
- Adrian Mas - Rodrigo
- Orlando Core - Abogado de Matilde
- Erika Flores - Rosa
- Michelle Jones - Enfermera Marisol
- Gonzalo Garcia Vivanco - Abogado Raul Rodriguez
- William Botero - Oficial de policía
- Rudy Pavon - Gustavo
- Carlos Cuervo - Jose
- Carlos Cruz - Doctor Zabaleta
- Nelida Ponce - Nana Dolores
- Mariana Huerdo - Carmela
- Julio Capote - Pedro
- Tania Lopez - Mayte
- Hilda Luna - La Kikis
- Ilse Pappe - Maite
- Taniusha Capote - Lety
- Marina Vidal - Sarita
- Ximena Duque - Jenny
- Angie Russian - Patty
- Jorge Luis Pila - Ernesto Gomez
- Frank Guzman - Enrique